# Битва на Наре
Битва на реке Наре — эпизод Смутного времени, произошедший в июле 1610 года.
После поражения русско-шведского войска в битве при Клушине, польское войско под началом гетмана Станислава Жолкевского начало наступать на Москву. Одновременно из Калуги на Москву двинулся Лжедмитрий II с войском Яна Петра Сапеги, попутно взяв Пафнутьево-Боровский монастырь.
Когда это войско стало лагерем у пересечения Калужской дороги с рекой Нарой, его внезапно атаковали крымские татары, возглавляемые Джанибек Гиреем и Кантемиром. Они прибыли на Русь по договору с царём Василием Шуйским, заключённому в 1609 году. Всего крымскотатарское войско насчитывало 10 тысяч воинов, однако большей частью стояло под Серпуховом, тогда как в битве на Наре участвовали лишь передовые отряды численностью около 3 тысяч воинов. Внезапное нападение было отбито войском Лжедмитрия II с большим трудом. «Новый летописец» сообщает, что «едва Вор усидел в таборах». Историк Игорь Бабулин предполагает, что место битвы было в излучине реки Нары на территории, которая сегодня входит в городскую черту Наро-Фоминска.
После битвы на протяжении нескольких дней продолжались стычки с крымскими татарами, однако вскоре они неожиданно отправились в Крым. Предполагается получение Джанибек Гиреем известия о смерти хана Селямет Гирея, в связи с чем ему следовало вернуться в Бахчисарай, где ханом провозгласил себя его соперник Мехмед Гирей III, и утвердить свою власть.